# Joseph-François Mangin
Pour les articles homonymes, voir Mangin.
Joseph François Mangin, né le 10 juin 1758 à Dompaire, dans le département des Vosges en France, est un architecte franco-américain connu pour avoir conçu entre autres l'hôtel de ville de New York (avec John McComb, Jr.) et l'ancienne cathédrale Saint-Patrick de New York. 
On perd sa trace en 1813 ; le lieu et la date de son décès restent inconnus.

## Controverse
Durant des années, de fausses informations biographiques sont apparues à son sujet, le faisant passer tour à tour pour un homonyme de la même époque, un élève architecte de Ange-Jacques Gabriel ou encore un enfant d’esclave ayant fui la révolution à Haïti. Toutes ces informations sont erronées et c’est à la suite d'un travail généalogique poussé sur plusieurs générations que sa descendance a pu rétablir la vérité à son sujet.
Son homonyme, Joseph-Francois Mangin, né à Châlons-en-Champagne en 1764, est en fait toujours resté en France et s'est marié à Paris le 27 août 1806.

## Biographie
Joseph François Mangin est né le 10 juin 1758 à Dompaire, dans le département des Vosges en France. Il est le fils de Jean-Baptiste François Mangin, chirurgien du roi et de Marie Anne Milot, tous deux originaires de Dompaire. 
Il étudie le droit à l’université de Nancy d’où il sort diplômé en 1781 avant de partir pour Saint Domingue (aujourd’hui Haïti), une des plus riches colonies françaises de l’époque. A son arrivée sur l'île, il est embauché comme économe par Nicolas Odelucq sur le domaine Galliffet, connu pour être la plus grande plantation à sucre de la Plaine du Nord, dans le quartier dit de la Petite-Anse où il reste environ huit mois avant de poursuivre sont périple colonial.
Après quelques années d'expérience en tant que géomètre, il est forcé de quitter l’ile à la suite de la révolution haïtienne de 1791-1804 et va s’installer aux États-Unis où il monte un cabinet d’architecte avec son frère cadet, Charles-Nicolas Mangin.
Il est couramment appelé « Joseph Mangin », et « Joseph F. Mangin » dans les correspondances militaires.

### Carrière en ingénierie militaire
Le principal rôle militaire de Mangin, a été de réaliser des dessins et plans militaires.
En 1795, il succède à son supérieur Charles Vincent, comme assistant ingénieur pour les fortifications du port de New York.
Le 9 mai 1796, Mangin a « été reconnu et a prêté serment d'être un homme libre de […] [New York] City », il est naturalisé américain, .
Le 18 mai 1796, il est nommé « arpenteur de cette ville ». Le 18 juin 1798, Ebenezer Stevens charge Mangin de travailler avec John Hills et George Fleming à l'élaboration des plans pour fortifier le port de New York. Le 10 août 1798, les plans pour la construction de la défense sur Governors Island de M. Mangin et M. Fleming et M. Hills sont achevés et sont envoyés au Secrétaire de la Guerre qui note qu'il les a reçus et les soumettra au Comité militaire de New York pour approbation. Entre mi-septembre et mi-novembre 1798, Stevens charge Mangin de diriger l'achèvement des fortifications et des bâtiments érigés à Fort Jay (en) sur Governors Island. Mangin écrit, le 11 janvier 1799, à son supérieur Alexander Hamilton, qu'il a été embauché pour diriger la construction des batteries à New York et plus tard pour fortifier Governors Island. Il décrit ses qualifications d’ingénieur et cherche désormais un grade militaire et un salaire plus élevé.
Les archives militaires américaines montrent que Joseph-François Mangin était aussi ingénieur militaire dans la guerre de 1812 et qu’il aurait notamment continué de travailler sur les fortifications du port en 1801 et en 1813 pendant cette guerre.

### Carrière d'architecte
Avant le Commissioners' Plan de 1811, le conseil communal de la ville a commandé à l'arpenteur Casimir Goerck et à son associé Mangin en 1797 un plan de développement de la ville. Ils ont livré leur plan qui comprenait un quadrillage d'amélioration rues de New York en 1803, mais il a été rejeté. Ils publieront ensemble, étant les deux arpenteurs de la ville de New York, le plan officiel de cette ville en 1803.
Entre 1801 à 1802, Mangin travaille en collaboration avec John McComb, Jr. (en) (1763-1853), tous deux remportent un concours en 1802 pour la conception de l'hôtel de ville de New York. On lui doit notamment sa façade de style néo-Renaissance (une autre source dit : de style Louis xvi, et une autre ajoute : avec des détails décoratifs de la Renaissance française). Il a été reconnu comme concepteur de talent.
Il est également l'architecte d'une œuvre majeure, l'ancienne cathédrale Saint-Patrick de New York (construite de 1809 à 1815) qu'il a conçue dans le style néo-gothique, à l'angle de Mott Street et Prince Street.
Il aurait aussi conçu de nombreux monuments à la fin du XVIIIe et début du XIXe siècle à New York, comme la Wall Street Presbyterian Church (1810).

## Héritage
La Mangin Street (Manhattan), incorporée dans le Commissioners' Plan de 1811, s'étend de Grand Street au nord de Houston Street jusqu'à l'East River à Rivington Street (Manhattan), et s'étend maintenant à l'ouest de Franklin D. Roosevelt Drive.
Au cours des projets de rénovation urbaine, la plus grande part de cette rue a disparu à l'exception des deux courts tronçons sous le pont de Williamsburg, et de la place Baruch (en) à Houston Street.